# Sandi Thom
Sandi Thom, född 11 augusti 1981, är en sångerska från Macduff, Aberdeenshire i Skottland. I oktober 2005 släpptes Thoms debutsingel I Wish I Was A Punk Rocker. I juni 2006 kom hennes debutalbum Smile... It Confuses People. Hösten 2007 kom det uppföljande albumet "The Pink and the Lily".